# NGC 3915
NGC 3915 est une petite galaxie lenticulaire vue par la tranche et située dans la constellation de la Vierge. NGC 3915 a été découverte par l'astronome germano-britannique William Herschel en 1784. Cette galaxie a aussi été observée par l'astronome français Guillaume Bigourdan le 30 mars 1892 et elle a été inscrite à l'Index Catalogue sous la cote IC 2963.

## Caractéristiques

### Distance
Sa vitesse par rapport au fond diffus cosmologique est de 2 037 ± 26 km/s, ce qui correspond à une distance de Hubble de 30,0 ± 2,1 Mpc (∼97,8 millions d'al).
À ce jour, une mesure non basée sur le décalage vers le rouge (redshift) donne une distance d'environ 24,000 Mpc (∼78,3 millions d'al). Cette valeur est un peu à l'extérieur des valeurs de la distance de Hubble. Notons que c'est avec la valeur moyenne des mesures indépendantes, lorsqu'elles existent, que la base de données NASA/IPAC calcule le diamètre d'une galaxie et qu'en conséquence le diamètre de NGC 3915 pourrait être d'environ 12,4 kpc (∼40 400 al) si on utilisait la distance de Hubble pour le calculer.
NGC 3915 présente une large raie HI.

## Identification de NGC 3915

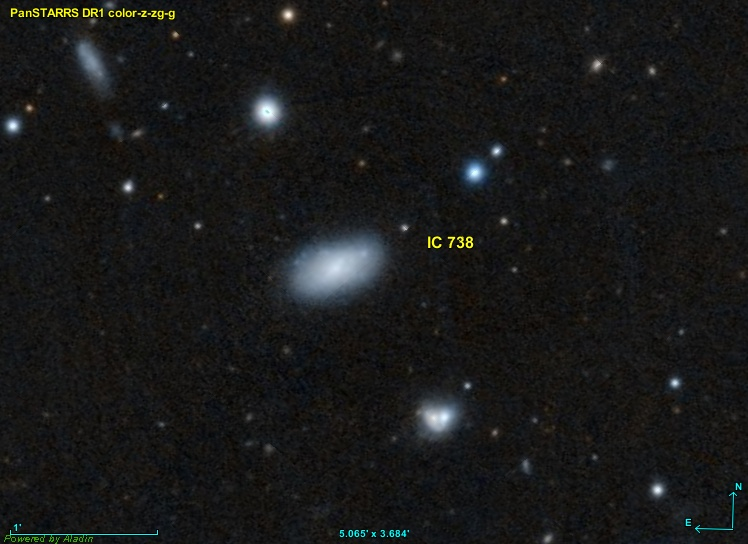
IC 738 n'est pas NGC 3915.

Les bases de données HyperLeda et Simbad désignent la galaxie IC 738 comme étant NGC 3915, ce qui est incorrect selon les autres sources et en particulier selon le professeur Seligman.

## Groupe de NGC 3952
Selon un article publié par A.M. Garcia en 1993, NGC 3915 (désigné comme IC 2963 dans l'article de Garcia) fait partie du groupe de NGC 3952 qui compte quatre membres. Les trois autres galaxies du groupe sont NGC 3952 , UGCA 249 et MCG -1-30-43.